# Тіріка сірощокий
Тіріка сірощокий (Brotogeris pyrrhopterus) — птах родини папугових.

## Зовнішній вигляд
Довжина тіла 20 см; вага 54-60 г. Це найкрасивіший папуга в роді. Особливо він гарний у польоті. Забарвлення оперення зелене. Спина й черевце світло-зелені. Верхня частина грудей і тім'я мають блакитнуватий відтінок. Передня частина голови, щоки, чоло й горло світло-сірого кольору. Згин крила темно-синій, його нижній бік в передній частині яскраво-жовтогарячого кольору. Дзьоб світлий. Самці й самки мають однакове забарвлення, але в самців сильніший дзьоб і більша голова.

## Розповсюдження
Живуть у Перу й Західному Еквадорі.

## Розмноження
У кладці буває 3-4 яйця. Пташенята з'являються через 4 тижні, приблизно через 2 місяці вони вилітають із гнізда.